# 异硫氰酸甲酯

异硫氰酸甲酯（MITC）是一种有机硫化合物，化学式为CH3N=C=S。这种熔点低的无色固体是强催泪剂。它是各种有价值的生物活性化合物的前体，所以是工业上最重要的有机异硫氰酸酯。

## 合成
它有两条工业制备途径。据估计，1993年的年产量估计是4,000吨。主要方法涉及硫氰酸甲酯的热重排：
CH3S−C≡N   →   CH3N=C=S
甲胺与二硫化碳反应，然后用过氧化氢氧化所生成的二硫代氨基甲酸盐，也可以制备异硫氰酸甲酯。有关方法可以用来在实验室中制备它。

## 反应
MITC与胺类反应生成甲基硫脲，是典型的反应：
CH3NCS  +  R2NH →  R2NC(S)NHCH3
其他亲核体也会进行类似的加成反应。
在农业上，MITC的溶液可用作土壤蒸熏剂，主要用来防止真菌和线虫滋生。
MITC是合成1,3,4-噻二唑的合成砌块，它是杂环化合物，可用作除草剂。有关的商业产品包括“Spike”、“Ustilan”和“Erbotan”。
使用MITC制备的知名药物包括雷尼替丁、西咪替丁和舒立托唑。

## 安全
MITC是危险有毒的催泪剂。